# Platygaster aciculata
Platygaster aciculata är en stekelart som beskrevs av William Harris Ashmead 1893. Platygaster aciculata ingår i släktet Platygaster och familjen gallmyggesteklar. Inga underarter finns listade i Catalogue of Life.